# خوان پابلو وویوودا
خوان پابلو وویوودا (انگلیسی: Juan Pablo Vojvoda؛ زادهٔ ۱۳ ژانویهٔ ۱۹۷۵) بازیکن فوتبال اهل آرژانتین است.